# ويليام ميلر
ويليام ميلر (بالإنجليزية: William Miller)‏ (و. 1782 – 1849 م) هو عالم عقيدة، من الولايات المتحدة الأمريكية، ولد في بيتسفيلد، توفي في هامبتون، عن عمر يناهز 67 عاماً.

## روابط خارجية
- ويليام ميلر على موقع الموسوعة البريطانية (الإنجليزية)